# Szwadron Milicji Konnej Lubelskiej płk. Józefa Trzcińskiego
Szwadron Milicji Konnej Lubelskiej – polski oddział kawalerii wchodzący w skład wojsk powstańczych okresu insurekcji kościuszkowskiej.

## Formowanie
Szwadron sformowany został w sierpniu 1794 w województwie lubelskim przez płk. Józefa Trzcińskiego. 
Początkowo miał on być organizowany jako pułk ziemiański  jednocześnie z pułkiem płk. Józefa Tolińskiego. Zajęcie w sierpniu Lublina przez Austriaków spowolniło rozpoczęte prace organizacyjne, niemniej jednak do 24 sierpnia razem z płk. Karolem Brzozowskim miał Trzciński 70 konnych. Do 13 października stan liczebny szwadronu wzrósł do 165. W tym czasie 98 konnych znajdowało się w dywizji gen. mjr. Ponińskiego, a 55 pozostałych Trzciński przekazał generałowi majorowi powiatu grodzieńskiego Andrzejowi Kazanowskiemu. Kazanowski dokończył formowanie wyłożywszy na ten cel z własnej kieszeni 3000 złp, lecz 15 października musiał oddać swoich żołnierzy Józefowi Tolińskiemu. Ten sam los spotkał oddział, która przegrupowała się na Pragę z gen. mjr. Adamem Ponińskim.

## Żołnierze szwadronu
Organizatorem  szwadronu był płk Józef Trzciński.